# Пессі та Ілюзія (фільм, 1984)
Пессі та ілюзія (фін. Pessi ja Illusia) — фільм фінського режисера Хейккі Партанена за однойменною казкою фінського письменника Юрйо Кокко.
Фільм отримав премію «Юссі» в п'яти різних номінаціях, а режисер Хейккі Партанен удостоєний премії «Юссі» за кращу режисуру.
У 1985 році фільм був номінований як «найкращий фільм іноземною мовою» на 57-му врученні кінопремії «Оскар», але не отримав підтримки.

## В ролях
| Актор               | Роль                    |
| ------------------- | ----------------------- |
| Еійя Ахво           | мати-миша               |
| Рійтта-Аннелі Форрс | художник                |
| Раймо Грьонберг     | батько                  |
| Мінка-Маійя Халко   | дівчина                 |
| Самі Кангас         | Пессі                   |
| Рауно Кетонен       | батько Ілюзіоні (голос) |
| Пентті Лахті        | саксофоніст             |
| Катеріна Лойдова    | дружина капітана        |
| Анну Марттіла       | Ілюзія                  |
| Паулі Пьоллянен     | ласка                   |
| Ярмо Саволайнен     | піаніст                 |
| Раббе Смедлунд      | сойка                   |
| Сінікка Сокка       | художник                |
| Еса Сувілехто       | солдат Пієнанен         |
| Йорма Уотінен       | павук-колопряд          |
| Кай Вогт            | п’яний солдат           |